# Dreamboat Annie
Dreamboat Annie es el álbum debut de la banda estadounidense de Rock Heart, lanzado por la discográfica canadiense Mushroom Records.

## Lista de canciones
Todas fueron compuestas por Ann & Nancy Wilson excepto donde se indica.

### Lado A
1. "Magic Man" - 5:28
2. "Dreamboat Annie (Fantasy Child)" - 1:10
3. "Crazy on You" - 4:53
4. "Soul of the Sea" - 6:33
5. "Dreamboat Annie" - 2:02

### Lado B
1. "White Lightning and Wine" - 3:53
2. "(Love Me Like Music) I'll Be Your Song" - 3:20
3. "Sing Child" (A. Wilson, N. Wilson, Steve Fossen, Roger Fisher) - 4:55
4. "How Deep It Goes" (A. Wilson) - 3:49
5. "Dreamboat Annie (Reprise)" - 3:50